# جناش (موسيقي)
غاريت تشارلز ناش (Garrett Charles nash) ويعرف في الوسط الفني أكثر باسم جناش (Gnash)  هو موسيقي ومغني وكاتب أغاني ودي جي ومنتج أمريكي ولد في 16 يونيو 1993 , أطلق أول ألبوم له في سنة 2015 علي موقع الخدمات الموسيقية «ساوند كلاود» تحت اسم «لعب ممتد» (بالإنجليزية: extended play)‏ تبعها بألبوم ثاني في أواخر نفس العام بعنوان«الأنا» (بالإنجليزية: the me)‏ .في العام الموالي سنة 2016 أصدر ثالث ألبوماته الموسيقية تضمن الألبوم عددا من الأغاني أهمها «أحبك، أكرهك» (بالإنجليزية: I hat u,I love u)‏ رفقة المغنية «أوليفيا أوبراين» (بالإنجليزية: Olivia O'Brien)‏ ، إستطاعت الأخيرة احتلال المركز العاشر في ترتيب الولايات المتحدة الأمريكية للأغاني بيلبورد هوت 100 وكذالك المرتبة الأولي في أستراليا.

## الجوائز والترشيحات
| السنة | الجائزة                               | الصنف            | العمل                 | النتيجة |
| ----- | ------------------------------------- | ---------------- | --------------------- | ------- |
| 2017  | جوائز راديو ديزني الموسيقية لسنة 2017 | أفضل أغنية صاعدة | "I Hate U, I Love U " | رُشِّح     |

## روابط خارجية
- جناش (موسيقى) على موقع ميوزك برينز (الإنجليزية)
- جناش (موسيقى) على موقع أول ميوزيك (الإنجليزية)
- جناش (موسيقى) على موقع ديسكوغز (الإنجليزية)